# Taonura crassior
Taonura crassior är en svampdjursart som först beskrevs av Topsent 1931.  Taonura crassior ingår i släktet Taonura och familjen Thorectidae. Inga underarter finns listade i Catalogue of Life.